# برانسون ایر اکسپرس
برانسون ایر اکسپرس (به انگلیسی: Branson Air Express) یک شرکت هواپیمایی با کد یاتا 1X است.
دفتر مرکزی برانسون ایر اکسپرس در میزوری واقع شده‌است و قطب این شرکت هواپیمایی در فرودگاه برانسون قرار دارد.